# Форе сир Севр
Форе сир Севр (фр. Forêt-sur-Sèvre) насеље је и општина у западној Француској у региону Поату-Шарант, у департману Де Севр која припада префектури Бресир.
По подацима из 2011. године у општини је живело 2288 становника, а густина насељености је износила 40,9 становника/km². Општина се простире на површини од 55,94 km². Налази се на средњој надморској висини од 153 метара (максималној 227 m, а минималној 147 m).

## Демографија
| 1962. | 1968. | 1975. | 1982. | 1990. | 1999. | 2011. |
| ----- | ----- | ----- | ----- | ----- | ----- | ----- |
| 2.342 | 2.407 | 2.363 | 2.417 | 2.395 | 2.229 | 2.288 |

График промене броја становника у току последњих година